# Can Rufí
Can Rufí és una casa al nucli de Montcada (Vallès Occidental) inclosa a l'Inventari del Patrimoni Arquitectònic de Catalunya. Can Rufí és una de les cases d'estiueig de Montcada amb nom prou conegut.
La casa està formada per planta baixa i pis. Presenta façana arrebossada, tot i que en algun tros deixa veure la factura de maó. La planta baixa té porta d'entrada rectangular emmarcada per una motllura llisa i, a cada costat, sengles finestres rectangulars amb ampit i reixa artística, amb treball de forja a la part superior. Presenta un acabat amb elements florals i a la part inferior un ritme ondulant còncau de la reixa. A la dreta hi ha l'accés d'entrada amb arc apuntat. Al pis hi ha una gran balconada seguida, a la qual s'hi té accés a través de quatre obertures emmarcades per pilars motllurats al mateix mur, amb capitells jònics i a la part superior un timpà circular on s'hi troben garlandes i gerros centrals en relleu, així com un element damunt, amb funcionalitat d'aireig. Tota la cornisa està decorada amb un fistonejat amb remats en forma d'antefixes. La balconada és a sobre d'una gran llosana motllurada i que està suportada per petites cartel·les decorades amb relleus florals. La barana de ferro forjat és de brèndoles en tirabuixó i un ritme una mica còncau a la part inferior amb dibuix artístic.